# متال گیر سالید ۴: سلاح‌های میهن‌پرستان
متال گیر سالید ۴: سلاح‌های میهن‌پرستان (به ژاپنی: メタルギア・ソリッド4・ガンズ・オブ・ザ・パトリオット Metaru Gia Soriddo 4 Ganzu obu za Patoriotto، به انگلیسی: Metal Gear Solid 4: Guns of the Patriots) یا به اختصار MGS4، یک بازی ویدئویی به سبک اکشن-ماجراجویی و مخفی‌کاری از مجموعه بازی‌های متال گیر است که توسط کوجیما پروداکشنز توسعه یافته و در سال ۲۰۰۸ به‌وسیلهٔ شرکت کونامی به‌طور انحصاری برای کنسول پلی‌استیشن ۳ منتشر شده‌است. داستان نسخهٔ چهارم در سال ۲۰۱۴ یعنی ۵ سال بعد از واقعهٔ بیگ شل (که در متال گیر سالید ۲: پسران آزادی به وقوع پیوست) دنبال می‌شود. زمانی که لیکوئید اسنیک برادر ژنتیکی سالید اسنیک با کنترول بدن آسلات با قدرت نظامی بی‌نظیر و پیشرفته‌ای بازگشته‌است. داستان حول محور سالید اسنیک پا به سن گذاشته می‌گردد که اکنون با نام اولد اسنیک شناخته می‌شود و رهسپار آخرین مأموریت خود برای از بین بردن دشمن دیرینه‌اش لیکوئید اسنیک می‌شود که در حال حاضر در بدن مرید سابق خود آسلات هفت‌تیرکش، تحت عنوان لیکوئید آسلات ساکن است.
این بازی یک موفقیت تجاری و در دو هفتهٔ اول انتشار خود، بیش از ۳ میلیون نسخه فروخت، و جمعاً توانست ۶ میلیون نسخه در سراسر جهان به فروش برساند.

## روند بازی
در متال گیر سالید ۴، بازیکن کنترل شخصیت سالید اسنیک پا به سن گذاشته را به عهده دارد که حال با نام اولد اسنیک (Old Snake) شناخته می‌شود. بازی دارای دید سوم شخص است اما در هنگام استفاده از L1 با فشار دادن مثلث می‌تواند زاویه دید را از سوم شخص به اول شخص تغییر داد و بازیکن با استفاده از راه‌های مختلف مخفی‌کاری می‌تواند از دید دشمنان در امان بماند همانند نسخه قبلی بازیکن می‌تواند با استفاده از استتار کرد در محیط از دید دشمن مخفی بماند در این نسخه لباس استتار با لباس Octocamo جایگزین گردیده این لباس توانایی هم رنگ کردن خود را با محیط دارد مواردی همچون روشنی و تاریکی نور آب هوا بروی میزان فیصدی استتار تأثیر می‌گذارد.
خط مقاومت که در نسخه قبلی اضافه شده در این نسخه با خط روان جایگزین گردیده آب و هوا استرس زیاد، کشتن تعداد زیادی دشمن در مدت زمان کوتاه و دید شدن توسط دشمن باعث خالی شدن این خط می‌گردد گوش داد به آهنگ با استفاده از آی‌پد استفاده از دارو، دیدن مجاله استراحت کردن غذا خوردن و همچنین سیگار کشیدن باعث پر شدن دوباره خط روان می‌شود.
از جمله موارد جدید در بازی اضافه شده فروشگاه اسلحه دربین است که واحد پول آن DP است بازیکن می‌تواند با پایان رساند act با امتیاز بالا و فروخت اسلحه مهمات جمع‌آوری شد DP به دست بیاورد با DP می‌تواند از فروشگاه دربین اسلحه‌های مختلف مهمات و قطعات مختلف اسلحه همچون نارنجک اندازه و دوربین خریداری کرد. مراحل این بازی از پنج Act نسبتاً طولانی تشکیل شده‌است که هریک از این مراحل در مناطق گوناگونی از جهان قرار دارند. این مناطق به ترتیب شامل خاورمیانه، آمریکای جنوبی، اروپای شرقی، جزیرهٔ Shadow Moses و در نهایت Outer Haven می‌شوند. متال گیر سالید ۴ در ابتدا دارای چهار درجهٔ سختی (Liquid Easy ,Naked Normal ,Solid Normal ,Big Boss Hard) است، اما بعد از اتمام بازی درجهٔ سختی جدیدی با نام The Boss Extreme آزاد خواهد شد که فوق‌العاده بازی را دشوار خواهد کرد.
در ابتدای بازی چندین وسیلهٔ کاربردی توسط آتاکان در اختیار اسنیک گذاشته می‌شود. یک چشم‌بند چندمنظوره با ترکیبی از عملکرد چندین وسیلهٔ اپتیکال همانند دوربین دید در شب که به هنگام استفاده، شخص را با انواع داده‌های تاکتیکی مطلع می‌سازد. این چشم‌بند در میدان نبرد، سازمانی که سرباز یا تانک جنگی دشمن متعلق به آن است را در متنی رنگی نمایش می‌دهد. متن‌های آبی رنگ بیان‌گر دوست، و رنگ نزدیک به قرمز نشان دهنده دشمن است. متال گیر ام‌کی.II یک ترمینال کنترل از راه دور پیشرفته که در طول بازی اسنیک را همراهی و در مأموریت‌ها او را پشتیبانی می‌کند. آن را می‌توان از پنجره آیتم‌ها تجهیز کرد تا به صورت دستی کنترل شود و در زمان‌های مناسب جایگزینی برای اسنیک باشد.

## داستان
بازی Metal Gear Solid 4: Guns of the Patriots در دنیایی روایت می‌شود که جنگ سرد تا دهه ۹۰ ادامه یافته و نهایتاً قبل از شروع قرن بیست و یکم پایان یافته است. داستان بازی در سال ۲۰۱۴ اتفاق می‌افتد و پنجمین سال پس از حوادث Sons of Liberty است. این بازی فصل پایانی زندگی شخصیت اصلی، «سالید اسنیک»، و رویدادهای مرتبط با او را روایت می‌کند.
در این جهان، اقتصاد جهانی به جنگ‌های داخلی مداوم و بی‌پایانی وابسته است که توسط شرکت‌های نظامی خصوصی (PMC) هدایت می‌شوند؛ این شرکت‌ها از تعداد نیروهای نظامی دولتی پیشی گرفته‌اند. سربازان به دستگاه‌های نانوماشین مجهز شده‌اند که عملکرد آن‌ها را زیر نظر دارند و توسط شبکه‌ای به نام «پسران میهن‌پرست» (Sons of the Patriots) کنترل می‌شوند. « Revolver Ocelot» که از پایان Sons of Liberty ناپدید شده بود، اکنون تحت کنترل اراده «Liquid Snake» است و از مخفیگاه خود بیرون آمده تا قیام علیه «پاتریوت‌ها» — گروهی مخفی که امور جهان را دست‌کاری می‌کنند — را آغاز کند.
سالید اسنیک اکنون با روند سریع پیری مواجه است و تنها حدود یک سال فرصت زندگی دارد. او همراه با دکتر هال «اوتاکون» امریچ و دختر نبوغ‌آمیز اولگا گورلوکوویچ، سانی، در هواپیمای Nomad زندگی می‌کند. پس از واقعه بیگ شل، رایدن که تبدیل به نینجای سایبورگ شده، از رز دور شده و زیر فرماندهی سرهنگ روی کمپبل — فرمانده پیشین اسنیک — فعالیت می‌کند. مریِل سیلوربرگ نیز فرمانده واحد بازرسی PMC است که جانی ساساکی نیز در آن حضور دارد.
پنج سال پس از بیگ شل، اسنیک به دنبال Liquid Ocelot است. روند پیری او به شدت پیش رفته و او تنها مدت کمی برای زندگی دارد. کمپبل که حالا با شورای امنیت سازمان ملل همکاری می‌کند، به اسنیک خبر می‌دهد که Liquid در منطقه جنگی خاورمیانه مستقر شده و هدایت یک PMC را بر عهده دارد. ماموریت اسنیک، ترور اوست.
با رسیدن به آنجا، اسنیک با دربین، فروشنده سلاح، آشنا می‌شود که نانوماشین‌هایی به بدن او تزریق می‌کند تا بتواند از تسلیحات پیشرفته استفاده کند. همچنین با مریِل روبه‌رو می‌شود. اسنیک به Liquid می‌رسد اما او با ارسال سیگنالی، نانوماشین‌های اطرافیان را از کار می‌اندازد. دکتر نائومی هانتر ظاهر می‌شود اما با Liquid همراه می‌شود و ناپدید می‌گردد.
در آمریکای جنوبی، اسنیک نائومی را که اسیر Liquid است می‌یابد. نائومی توضیح می‌دهد که Liquid قصد دارد با استفاده از داده‌های بیومتریک «بیگ باس» به سیستم کنترل تسلیحات پاتریوت‌ها نفوذ کند. همچنین نائومی راز پیری سریع اسنیک را که ناشی از تغییرات ژنتیکی در فرآیند کلون‌سازی است، فاش می‌کند. وی هشدار می‌دهد که ویروس FOXDIE در بدن اسنیک به زودی جهش می‌یابد و ممکن است باعث همه‌گیری کشنده‌ای شود. نائومی به وجود نوع جدیدی از ویروس FOXDIE در بدن اسنیک اشاره می‌کند که از تزریق نانوماشین‌های دربین ناشی شده است.
نیروهای Liquid نائومی را دوباره دستگیر می‌کنند اما اسنیک به کمک دربین و رایدن او را نجات می‌دهد، هرچند رایدن در درگیری با وامپ زخمی می‌شود. اسنیک به گروه مقاومت اروپای شرقی مراجعه می‌کند که بدن بیهوش بیگ باس را نگه داشته‌اند تا رایدن را درمان کنند. رهبر گروه، ایوا، که مادر جایگزین اسنیک و Liquid در فرآیند کلون‌سازی بوده، به آن‌ها کمک می‌کند تا بدن بیگ باس را با قایق منتقل کنند و در عین حال نیروهای Liquid را گمراه کنند. اما Liquid موفق می‌شود بدن را تصاحب کند و با کمک هسته هوش مصنوعی GW قصد نفوذ به شبکه SOP را دارد. سربازان آمریکایی می‌رسند اما Liquid آن‌ها را از کار می‌اندازد و می‌کشد. بدن بیگ باس آتش زده می‌شود و اسنیک در نجات ایوا موفق می‌شود اما هر دو آسیب جدی می‌بینند. نائومی با Liquid می‌رود و ایوا بعدها به علت جراحات جان می‌دهد.
اسنیک و اوتاکون متوجه می‌شوند Liquid قصد دارد با حمله هسته‌ای هوش مصنوعی پاتریوت‌ها را نابود کند و از سلاح ریلوگان Metal Gear REX در شادو موزس در آلاسکا استفاده کند، زیرا این سلاح قادر به تخریب ماهواره کنترل AI است و در دسترس پاتریوت‌ها نیست. اسنیک و رایدن به آلاسکا می‌روند. در آنجا، وامپ به اسنیک حمله می‌کند و نائومی همراه اوست؛ اما وامپ با غیر فعال شدن نانوماشین‌های خود کشته می‌شود. نائومی که به سرطان مبتلا است، تصمیم می‌گیرد دستگاه‌های نانوماشینی که عمرش را تمدید کرده‌اند خاموش کند و می‌میرد.
اسنیک و رایدن با استفاده از REX در مقابل Liquid که با Metal Gear RAY می‌جنگد، مقاومت می‌کنند. Liquid پس از آنکه قلعه متحرک Outer Haven را معرفی می‌کند، اسنیک را تهدید می‌کند. رایدن اسنیک را از زیر گرفته شدن نجات می‌دهد و کشتی جنگی USS Missouri به فرماندهی می لینگ می‌رسد و هِیون را مجبور به عقب‌نشینی می‌کند.
اسنیک، مریِل و جانی وارد هِیون می‌شوند تا حمله هسته‌ای را متوقف کنند. اسنیک ویروسی را که نائومی و سانی نوشته‌اند در سیستم Liquid نصب می‌کند که هسته AI و کل شبکه پاتریوت‌ها را نابود می‌کند و تنها حداقل زیرساخت‌های ضروری را برای ادامه تمدن باقی می‌گذارد. Liquid به اسنیک می‌گوید که عمداً اجازه داده ویروس نصب شود تا پاتریوت‌ها را نابود کند. نبردی میان اسنیک و Liquid در می‌گیرد و اسنیک پیروز می‌شود. Liquid دوباره به شکل اوسلوت بازمی‌گردد و می‌میرد.
مریِل با کمپبل آشتی می‌کند و با جانی ازدواج می‌کند. رایدن پس از فهمیدن زنده بودن فرزندش و ازدواج محافظه‌کارانه رز با کمپبل، با او متحد می‌شود. اسنیک به مزار استاد خود، باس، سر می‌زند. احساس پوچی و نگرانی از ویروس FOXDIE باعث می‌شود که تصمیم به خودکشی بگیرد اما در آخرین لحظه منصرف می‌شود.
بیگ باس به ملاقات اسنیک می‌آید و بدن سوخته شده در اروپا را متعلق به سالیدوس اسنیک معرفی می‌کند. او توضیح می‌دهد که پاتریوت‌ها توسط خودش، زیرو، ایوا، اوسلوت، سیگ‌این و پارا-مدیک تأسیس شده‌اند تا آرمان‌های استاد باس را محقق کنند. اختلاف نظرها باعث ایجاد دو جناح می‌شود: جناح زیرو که کنترل دولتی جامعه را برای جلوگیری از جنگ می‌خواست، و جناح بیگ باس که به جنگیدن آزادانه سربازان باور داشت. زیرو کنترل را به هوش مصنوعی‌ها سپرد و پاتریوت‌ها شکل گرفتند. پس از سقوط بیگ باس، پاتریوت‌ها او را به کما فرو بردند و اقتصاد جنگ را به راه انداختند که با اراده واقعی استاد باس در تضاد بود. طرح اوسلوت و ایوا برای نابودی پاتریوت‌ها با استفاده از کنترل اوسلوت توسط Liquid فقط یک فریب بود.
بیگ باس، زیرو را با قطع دستگاه‌های حیاتی می‌کشد. سپس به اسنیک می‌گوید که ویروس FOXDIE جدیدی که از دربین دریافت کرده، توسط پاتریوت‌ها ساخته شده تا ایوا، اوسلوت و خودش را بکشد. این ویروس جایگزین سویه جهش یافته قبلی شده و تنها در صورت زندگی طولانی اسنیک، تهدیدی برای او خواهد بود. بیگ باس از اسنیک می‌خواهد دلیلی جدید برای زندگی بیابد و سپس در کنار مزار استاد باس درگذشته می‌شود.
اسنیک تصمیم می‌گیرد باقی عمر خود را آرام و همراه با اوتاکون و سانی بگذارند و اولین قدم را با ترک سیگار آغاز می‌کند.

## بازتاب‌ها
| گردآورنده  | امتیاز |
| ---------- | ------ |
| گیم‌رنکینگز | ۹۳٫۵۳٪ |
| متاکریتیک  | ۹۴٪    |

| ناشر                    | امتیاز |
| ----------------------- | ------ |
| سی‌وی‌جی                  | ۹٫۵/۱۰ |
| اج                      | ۸/۱۰   |
| الکترونیک گیمینگ مانثلی | A-     |
| یوروگیمر                | ۸/۱۰   |
| فامیتسو                 | ۴۰/۴۰  |
| گیم اینفورمر            | ۱۰/۱۰  |
| گیم‌پرو                  | ۵/۵    |
| گیمزمستر                | ۹۷٪    |
| گیم‌اسپات                | ۱۰/۱۰  |
| گیم‌تریلرز               | ۹٫۳/۱۰ |
| آی‌جی‌ان                  | ۱۰/۱۰  |
| ام! گیمز                | 93%    |
| اوپی‌ام (بریتانیا)       | ۱۰/۱۰  |
| ایکس پلی                | ۵/۵    |

متال گیر سالید ۴: سلاح‌های میهن‌پرستان تحسین گسترده‌ای از منتقدین دریافت کرد و از بسیاری وبگاه‌های نشر بازی ویدئویی نمره کامل و به عنوان بهترین بازی سال شناخته شد. وبگاه گیم اسپات نمره کامل ۱۰ را به بازی اهدا کرد و بیان داشت، سلاح‌های میهن‌دوستان از لحاظ فنی بی‌عیب و نقص است و از این لحاظ به عنوان یکی از خیره‌کننده‌ترین بازی‌های ویدئویی که تا کنون ساخته شده به‌شمار می‌رود. این بازی همچنین امتیاز کامل ۴۰ را از مجله محبوب ژاپنی فامیتسو دریافت کرده‌است. وبگاه آی‌جی‌ان نیز امتیاز کامل ۱۰ را به این بازی تقدیم کرد و آن را یکی از بهترین بازی‌های ویدئویی که تا کنون ساخته شده برشمرد.

## پوند به بیرون
- وبگاه رسمی
- Metal Gear Solid 20th anniversary party
- Metal Gear Sold 4: Guns of the Patriots at Metal Gear wiki